# Odynerus dimorphus
Odynerus dimorphus är en stekelart som beskrevs av Meade-waldo. Odynerus dimorphus ingår i släktet lergetingar, och familjen Eumenidae. Inga underarter finns listade i Catalogue of Life.